# Fabiana Luperini
Fabiana Luperini (Pontedera, 14 gennaio 1974) è una dirigente sportiva ed ex ciclista su strada italiana.
Scalatrice, soprannominata Pantanina, è stata attiva tra le Elite dal 1993 al 2014 vincendo cinque Giri d'Italia (dal 1995 al 1998 e nel 2008), tre Tour de France (dal 1995 al 1997) e un Tour de l'Aude (1998). Dal 2023 è direttore sportivo al Team Corratec, prima donna a dirigere una squadra maschile.

## Carriera

### Gli esordi
Originaria di Cascine di Buti, si appassiona al ciclismo fin da giovanissima e nel 1981, a soli 7 anni, inizia a correre nel G.S. F.lli Vettori, allenata dal padre. Nello stesso anno è vittima di un brutto incidente che le costa 37 punti di sutura al ginocchio, ma non la ferma nel prosieguo dell'attività. Nel 1982 passa nel G.S. Donati Porte-Polisportiva La Perla in cui milita fino al 1986; ottiene nella categoria Giovanissimi 200 vittorie (10 nella categoria maschile), vincendo nel 1985 il campionato italiano su strada di Francavilla.
Nel 1987 sale di categoria, passando negli Esordienti con la G.S. Alfredo Salani-Polisportiva La Perla, ed in tre anni ottiene 50 vittorie (6 nella categoria maschile) e nel 1988 si classifica terza nel campionato mondiale su strada di Agrigento.
Altro salto di categoria e 25 vittorie tra gli Juniores con l'AS Merate-Cantine Pirovano, con due terzi posti al campionato mondiale su strada di Colorado Springs nel 1991 e nel campionato italiano su strada di Montebelluna nel 1992.

### 1993-2005: le vittorie al Giro e al Tour
Passa tra le Elite nel 1993, correndo per la GS Gelati Sanson-Mimosa Forlì fino al 1997, allenata da Marino Amadori. Vince 58 gare, tra cui spiccano il terzo posto nel campionato mondiale 4x50 km di Oslo nel 1993 ed un 1995 in cui vince Giro d'Italia, Tour de France, campionato italiano a Bertinoro e Giro del Trentino.
Si conferma nelle due stagioni successive, ribadendo le vittorie di Giro d'Italia, Tour de France e Giro del Trentino, confermandosi come una delle più grandi campionesse di sempre. Nel 1998 passa alla GS Mimosa Sprint, sempre allenata da Amadori, con cui vince Freccia Vallone, Tour de l'Aude e Giro d'Italia e con cui arriva seconda in Giro del Trentino e Tour de France, vincendo nelle ultime quattro competizioni anche la maglia del Gran Premio della Montagna.
Tra il 1999 ed il 2000 corre per la GAS Sport Team di Chiuppano, allenata prima da Massimo Ghirotto e nel 2000 ancora da Amadori; nel biennio vince il Giro del Trentino e, dopo quello del 1994, il suo secondo Trofeo Alfredo Binda a Cittiglio. Nel 2001 con la Edil Savino di Perignano torna alla vittoria nel Giro del Trentino, con due vittorie di tappa, e nella Freccia Vallone, a cui aggiunge Trofeo Mediterraneo e Gran Premio d'Apertura, stessi traguardi raggiunti l'anno successivo con vittoria della terza Freccia Vallone, del Trofeo Mediterraneo e del quinto Giro del Trentino.
Dopo un 2003 che la vede solo vincitrice di alcune tappe, torna a vincere nel 2004 con la Let's Go Finland al campionato italiano su strada e al Gran Premio di Berna; in stagione è anche seconda al Giro d'Italia, battuta dalla ventunenne Nicole Cooke.

### 2006-2014: il quinto Giro e gli ultimi anni
A partire dal 2006 nel ricco palmarès di Luperini si aggiungono altri trofei: due Campionati nazionali su strada, nel 2006 e nel 2008, un Giro del Lago Maggiore-GP Knorr, un Trofeo Costa Etrusca e una Iurreta-Emakumeen Bira nel 2006, una Coupe du Monde de Montréal nel 2007 e il sesto Giro del Trentino e il Grand Prix de Plouay nel 2008, a cui si aggiungono numerosi altri piazzamenti e vittorie di tappe. Nel 2008 torna anche a vincere per la quinta volta il Giro d'Italia, record assoluto di successi, dopo aver conquistato la maglia rosa al termine della quarta tappa, nella "sua" Provincia di Pisa.
Dopo una stagione lontana dal professionismo e dedicata alle gran fondo cicloturistiche, nel 2011 ritorna in attività con le Elite tra le file della MCipollini-Giambenini. L'anno dopo passa al team Faren-Honda diretto da Walter Ricci Petitoni; in quella stagione conclude al quarto posto il Giro d'Italia. Nel 2013 partecipa ancora al Giro d'Italia, ma viene squalificata al termine della sesta tappa per via di una bicicletta non conforme ai regolamenti UCI sul peso minimo consentito. Il 2014 è il suo ultimo anno da Elite, ormai quarantenne: in stagione corre ancora il Giro d'Italia, chiudendo al sedicesimo posto.

## Palmarès
- 1993 (G.S. Gelati Sanson-Mimosa-Forlì, due vittorie)

Giro del Friuli
Grand Prix Okinawa
- 1994 (G.S. Gelati Sanson-Mimosa-Forlì, tre vittorie)

Trofeo Alfredo Binda - Comune di Cittiglio
3ª tappa Gracia Tour
4ª tappa Gracia Tour
- 1995 (G.S. Gelati Sanson-Mimosa-Forlì, undici vittorie)

1ª tappa Giro del Trentino
3ª tappa Giro del Trentino
Classifica generale Giro del Trentino
4ª tappa Giro d'Italia (Crocetta del Montello > Pianezze)
5ª tappa Giro d'Italia (Fiera di Primiero > San Martino di Castrozza)
Classifica generale Giro d'Italia
3ª tappa Tour Cycliste (Crest-Voland > Les Aillons-Margériaz)
4ª tappa Tour Cycliste (Albertville > Vaujany)
7ª tappa Tour Cycliste (Lescar > La Mongie)
Classifica generale Tour Cycliste
Trofeo Città di Schio
- 1996 (G.S. Gelati Sanson-Mimosa-Forlì, quindici vittorie)

3ª tappa Giro del Trentino
6ª tappa Giro del Trentino
Classifica generale Giro del Trentino
Campionati italiani, prova in linea
Giro del Piave
1ª tappa Giro d'Italia (Roma > Monterotondo)
2ª tappa Giro d'Italia (Paganico > Montorsaio)
4ª tappa Giro d'Italia (Novi Ligure > Tortona)
7ª tappa, 1ª semitappa Giro d'Italia (Fiera di Primiero > San Martino di Castrozza)
10ª tappa Giro d'Italia (Tabiano Terme > Pavullo nel Frignano)
Classifica generale Giro d'Italia
4ª tappa Tour Cycliste (Lourdes > Tourmalet)
9ª tappa, 1ª semitappa Tour Cycliste (Puget-Théniers > Valberg)
10ª tappa Tour Cycliste (Guillestre > Vaujany)
Classifica generale Tour Cycliste
- 1997 (G.S. Gelati Sanson-Mimosa-Forlì, dieci vittorie)

6ª tappa Giro del Trentino (Lavis > Mezzocorona)
5ª tappa Giro d'Italia (Castrocaro Terme > Forlì)
9ª tappa Giro d'Italia (Feltre > Agordo)
10ª tappa Giro d'Italia (Forgaria nel Friuli > Monte Zoncolan)
Classifica generale Giro d'Italia
4ª tappa, 2ª semitappa Tour Cycliste (Susa > Sestriere)
5ª tappa Tour Cycliste (Valloire > Vaujany)
8ª tappa Tour Cycliste (Cugnaux > Sainte-Marie-de-Campan)
Classifica generale Tour Cycliste
Trofeo Città di Schio
- 1998 (GS Mimosa Sprint, tredici vittorie)

Freccia Vallone
2ª tappa Tour de l'Aude (Rieux-Minervois > Pic de Nore)
6ª tappa, 2ª semitappa Tour de l'Aude (Belcaire > Axat)
Classifica generale Tour de l'Aude
1ª tappa Giro del Trentino (Merano > Merano)
3ª tappa Giro del Trentino (Trento > Bolzano)
4ª tappa Giro del Trentino (Dro > Dro)
5ª tappa Giro d'Italia (Pontedera > Monte Serra)
6ª tappa Giro d'Italia (Cascia > Assisi)
10ª tappa Giro d'Italia (Predazzo > Passo Pordoi)
Classifica generale Giro d'Italia
8ª tappa, 1ª semitappa Tour Cycliste (Bar-sur-Loup > Valberg)
11ª tappa Tour Cycliste (Gap > Vaujany)
- 1999 (GAS Sport Team, due vittorie)

3ª tappa Giro del Trentino (Trento > Monte Bondone)
Classifica generale Giro del Trentino
- 2000 (GAS Sport Team, due vittorie)

Trofeo Alfredo Binda - Comune di Cittiglio
2ª tappa Giro del Trentino (San Michele all'Adige > Castello di Fiemme)
- 2001 (Edil Savino, nove vittorie)

Trofeo Costa Etrusca
Giro dei Sei Comuni
Trofeo Alfa Lum
Freccia Vallone
2ª tappa Giro del Trentino (Dro > Dro)
Trophée Méditerranéen
1ª tappa, 2ª semitappa Grande Boucle (Bilbao > Guernica)
11ª tappa Grande Boucle (Langogne > Vernoux-en-Vivarais)
13ª tappa Grande Boucle (Guillestre > Vaujany)
- 2002 (Edil Savino, sei vittorie)

2ª tappa Trophée Méditerranéen (Roquesteron > Valberg)
Classifica generale Trophée Méditerranéen
Freccia Vallone
6ª tappa Tour de Midi-Pyrénées
2ª tappa Giro del Trentino (Lavis > Baselga di Piné)
Classifica generale Giro del Trentino
- 2003 (Team 2002 Aurora RSM, quattro vittorie)

7ª tappa Tour de l'Aude (Castelnaudary > Castelnaudary)
4ª tappa Iurreta-Emakumeen Bira
4ª tappa Grande Boucle (Val d'Allos > Puy-Saint-Vincent)
5ª tappa Grande Boucle (L'Argentière-la-Bessée > Vaujany)
- 2004 (Let's Go Finland, tre vittorie)

Berner Rundfahrt
Campionati italiani, prova in linea
Grand Prix of Finland
- 2005 (Team FRW, tre vittorie)

2ª tappa Gracia-Orlová (Lichnov > Lichnov)
3ª tappa, 1ª semitappa Iurreta-Emakumeen Bira (Alto de Goiuria > Alto de Goiuria, cronometro)
1ª tappa Giro di San Marino (Fonte dell'Ovo > Serravalle)
- 2006 (Fassa Bortolo Top Girls, sei vittorie)

Giro del Lago Maggiore-GP Knorr
Trofeo Costa Etrusca
Giro del Friuli
3ª tappa Iurreta-Emakumeen Bira (Iurreta > Alto de Goiuria, cronometro)
Classifica generale Iurreta-Emakumeen Bira
Campionati italiani, prova in linea
- 2007 (Menikini-Selle Italia-Gysko, quattro vittorie)

5ª tappa Tour de l'Aude (Osséja > Osséja)
Coupe du Monde de Montréal
4ª tappa Tour de l'Ardèche (Cruas-Meysse > Privas)
5ª tappa Tour de l'Ardèche (Antraigues-sur-Volane > Villeneuve-de-Berg)
- 2008 (Menikini-Selle Italia-Master Colors, sette vittorie)

2ª tappa Giro del Trentino (Roveré della Luna > Coredo)
Classifica generale Giro del Trentino
Campionati italiani, prova in linea
4ª tappa Giro d'Italia (Calcinaia > Prato a Calci/Monte Serra)
7ª tappa Giro d'Italia (Macherio > Montevecchia)
Classifica generale Giro d'Italia
Grand Prix de Plouay
- 2009 (Selle Italia-Ghezzi, due vittorie)

3ª tappa Gracia-Orlová (Lichnov > Lichnov)
3ª tappa Thüringen Rundfahrt (Greiz > Greiz)
- 2012 (Faren-Honda Team, una vittoria)

2ª tappa, 1ª semitappa Giro del Trentino (Sarnonico > Sarnonico)

### Altri successi
- 1993 (G.S. Gelati Sanson-Mimosa-Forlì)

Giro del Piave
Vertemate con Minoprio
Classifica giovani Tour de la CEE Féminin
- 1995 (G.S. Gelati Sanson-Mimosa-Forlì)

Classifica GPM Giro d'Italia
Classifica giovani Giro d'Italia
- 1996 (G.S. Gelati Sanson-Mimosa-Forlì)

Classifica GPM Giro d'Italia
- 1997 (G.S. Gelati Sanson-Mimosa-Forlì)

Classifica GPM Giro d'Italia
- 1998 (Sprint Energia dalla Frutta)

Gran Premio d'Apertura
Classifica GPM Giro del Trentino
Classifica scalatrici Tour de l'Aude
Classifica GPM Giro d'Italia
Classifica scalatrici Tour Cycliste
- 2001 (Edil Savino)

Gran Premio d'Apertura
Classifica scalatrici Grande Boucle
- 2003 (Team 2002 Aurora RSM)

Classifica scalatrici Tour de l'Aude
Classifica scalatrici Grande Boucle
- 2004 (Let's Go Finland)

Classifica scalatrici Iurreta-Emakumeen Bira
5ª tappa Giro d'Italia (Briga, cronosquadre)
- 2003 (Team 2002 Aurora RSM)

Classifica scalatrici Tour de l'Aude
Classifica scalatrici Grande Boucle
- 2007 (Menikini-Selle Italia-Gysko)

Classifica scalatrici Tour de l'Ardèche
- 2008 (Menikini-Selle Italia-Gysko)

GP Varazze Citta Delle Donne
- 2012 (Faren-Honda Team)

Memorial Cesare Del Cancia
Classifica italiane Giro d'Italia

## Piazzamenti

### Grandi Giri
- Tour de l'Aude

1994: 10ª
1998: vincitrice
2003: 21ª
2007: 22ª
- Giro d'Italia

1995: vincitrice
1996: vincitrice
1997: vincitrice
1998: vincitrice
1999: non partita (4ª tappa)
2000: 9ª
2001: 5ª
2003: 13ª
2004: 2ª
2005: ritirata (4ª tappa)
2006: 6ª
2007: 4ª
2008: vincitrice
2009: 6ª
2011: 12ª
2012: 4ª
2013: squalificata (6ª tappa)
2014: 16ª
- Tour de France

Tour Cycliste 1993: 4ª
Tour de la CEE 1993: 7ª
Tour Cycliste 1994: 14ª
Tour Cycliste 1995: vincitrice
Tour Cycliste 1996: vincitrice
Tour Cycliste 1997: vincitrice
Tour Cycliste 1998: 2ª
Grande Boucle 1999: 24ª
Grande Boucle 2000: 10ª
Grande Boucle 2001: 2ª
Grande Boucle 2003: 4ª

### Classiche monumento
- Giro delle Fiandre

2004: 31ª
2006: 39ª
2007: 33ª
2008: 44ª
2009: 78ª
2012: ritirata
2014: 66ª

### Competizioni mondiali
- Campionati del mondo

Colorado Springs 1991 - In linea - Juniores: 3ª
Oslo 1993 - In linea: 25ª
Oslo 1993 - Cronosquadre: 3ª
Agrigento 1994 - In linea: 46ª
San Sebastián 1997 - In linea: 51ª
Valkenburg 1998 - Cronometro: 30ª
Valkenburg 1998 - In linea: 20ª
Verona 1999 - In linea: 46ª
Lisbona 2001 - Cronometro: 11ª
Lisbona 2001 - In linea: 12ª
Salisburgo 2006 - In linea: 77ª
Varese 2008 - In linea: 70ª
Mendrisio 2009 - In linea: 30ª

### Competizioni europee
- Campionati europei

Trutnov 1995 - In linea Under-23: 36ª

## Riconoscimenti
- Medaglia d'Oro al Valore Atletico del CONI nel 1995, 1996 e 1997[4].
- Oscar TuttoBici nel 1998, 2000, 2001, 2002, 2003, 2006 e 2008
- Premio Italia donne nel 2008
- Premio alla carriera dell'Associazione Nazionale Ex Corridori Ciclisti nel 2011